# Katedrala u Modeni
Katedrala u Modeni je romanička rimokatolička katedrala (talijanski: duomo) nadbiskupije Modena-Nonantola u Modeni, Italija. Posvećena je 1184. godine i predstavlja jednu od najvažnijih romaničkih građevina u Europi, zbog čega je upisana na UNESCO-ov popis mjesta svjetske baštine u Europi.

## Povijest
Dvije starije crkve su bile posvećene na istom mjestu od 5. stoljeća, no obje su bile uništene prije početka njene izgradnje 1099. godine iznad grobne kapele sv. Geminiana, sveca-zaštitnika Modene. Svečevi posmrtni ostaci se i danas nalaze u katedralnoj kripti. Izgradnju je vodio majstor-graditelj Lanfranco, a posvetio ju je papa Lucije III. 12. srpnja 1184. godine.

## Pročelje
Nakon izgradnje koju je vodio Lanfranco, katedralu su ukrasili Anselmo da Campione i njegovi nasljednici, tzv. "Campionezi", te tako njena fasada predstavlja djelo više stilova. Veličanstvenu rozetu je dovršio Anselmo u 13. stoljeću, dok dva lava koja nose portalne stupove potječu iz starog Rima, te su vjerojatno pronađeni prilikom iskapanja temelja. 
Na fasadi se nalaze i znameniti reljefi umjetnika Wiligelmusa, Lanfrancovog suvremenika; remek-djelo romaničkog kiparstva. Oni uključuju portrete proroka i patrijarha, te skoro sve Biblijske priče od kojih se ističu Stvaranje Adama i Eve, Prvi grijeh i Priča o Noi.
Bočna vrata su također zanimljiva: s glavnog trga (Piazza Grande)  nalaze se „Kraljevska vrata” (Porta Regia) i manja „Prinčeva vrata” (Porta dei Principi) koja su urešena reljefima, Wiligelmusovog učenika, sa scenama iz života sv. Geminianusa; na sjevernoj strani su „Vrata riblje tržnice“ (Porta della Pescheria) s reljefnim prikazima mjeseci u godini (na mramornom okviru) i scenama iz Bretonskih legendi o kralju Arthuru (u luneti).
Na arhitravu se nalaze križ, ptice, životinje, dok su u luneti likovi koji se prepoznaju iz mita o kralju Arturu; najvjerojatnije najraniji prikaz ove legende uopće i pripisuje se tzv. „Arturijskom majstoru“ iz oko 1120. – 1140. godine. U središtu lunete je dvorac s dvije kule u kojima stoje dvije figure (Mardoc i Winlogee, tj. Ginevera), dok lijevi toranj (koji buzdovanom brani Burmaltus) kopljima napadaju Artus de Bretania (Kralj Artur), Isdernus (Yder), i još jedan neimenovan vitez. S druge strane vitez Carrado se sukobljava s Galvaginom (najvjerojatnije Gawain), dok se Che (Sir Kay|) i Galvariun (Galeshin) približavaju s kopljima na ramenima. Mnogi znanstvenici tvrde kako je tun prikazana scena otmice Ginevere koju će spasiti jedan od vitezova (ili pak kralj).

## Interijer
Unutrašnjost crkve je podijeljena na tri broda. Između glavnog broda i kripte nalazi se mramorna pregrada na kojoj je Anselmo da Campione prikazao Kristov križni put, uključujući posljednju večeru. Ciborij je Arrigo da Campione, ukrasio malenim terakota skulpturama, a značajno je i drveno raspelo iz 14. stoljeća.
U katedrali se nalaze i dva prikaza Rođenja, prvo je djelo velikog slikara iz Modene (Antonio Begarelli, 1527.), a u kripti Madonna della Pappa velikog kipara (Guido Mazzoni, 1480.).
Posljednji ispraćaj slavnog tenora rođenog u Modeni, Luciana Pavarottija, održan je u katedrali.
- Unutrašnjost prema zapadnom ulazu
- Arhitrav Prinčevih vrata
- Priča o Davidu
Kapitel iz sobe na petom katu tornja.
- Ciborij iznad oltara.

## Torre della Ghirlandina
Torre della Ghirlandina je gotički kampanil (samostalni zvonik) katedrale u Modeni (1224. – 1319.) koji je tako prozvan zbog brončane girlande koja okružuje vodeni sat. Visok je 86,12 metara i kako je vidljiv sa svih strana grada postao je simbolom Modene.
Započet je kao Toranj sv. Geminiana (Torre di San Geminiano) 1179. godine i imao je pet katova. No kasnije, kako bi se natjecala s tornjevima Bolonje, oćinske vlasti su dodale prepoznatljivu oktogonalnu kapu koju je dizajnirao Arrigo da Campione, jedan od braće Campione koji je djelovao na obnovi katedrale od 13. do 15. stoljeća. vrh tornja je ukrašen dvima girlandama (dva mramorna vijenca), po kojima je toranj dobio ime.
Unutra se nalaze Sala della Secchia (soba s freskama iz 15. st.) u kojoj se nalazi kopija prikazaSecchia rapita, sjećanje na vremena kada je toranj služio kao riznica Komune Modena. Također su znameniti i kapiteli stupova u sobi Sala dei Torresani na petom katu.